# ビルジニ・ラザノ
ビルジニ・ラザノ（Virginie Razzano, 1983年5月12日 - ）は、フランス・ディジョン出身の女子プロテニス選手。これまでにWTAツアーでシングルス2勝、ダブルス1勝を挙げた。自己最高ランキングはシングルス16位、ダブルス82位。

## 来歴
ラザノは父親が警察官、母親は幼稚園教師という家庭に育った。ジュニア選手のトーナメントでは、1999年全豪オープンジュニア女子シングルス・ダブルス優勝、2000年全仏オープンジュニア女子シングルス優勝がある。2000年の全仏オープンでは、本戦でもマリー・ピエルスとの3回戦まで進出した。2001年全豪オープンでマルチナ・ヒンギスとの3回戦に進んだ後、2月の「パリ・インドア」大会ダブルスでイバ・マヨリと組んで初優勝を果たす。全仏オープンで2年連続の3回戦に進出したラザノは、第14シードのジュスティーヌ・エナンに 3-6, 4-6 で敗れた。この年から女子テニス国別対抗戦・フェドカップのフランス代表選手に選ばれ、2002年と2004年以外はフェド杯の試合に起用されてきた。
その後の3年間、ラザノは大規模な大会での好成績が少なかったが、2004年のウィンブルドンで予選3試合を勝ち抜いた後、初めての本戦3回戦に進出した。本戦1回戦で第8シードのスベトラーナ・クズネツォワを 7-6, 3-6, 6-4 で破る番狂わせを演じた後、3回戦でリタ・グランデに敗れた。2年後の2006年全米オープンで、ラザノは初めての4大大会4回戦進出を決めた。この大会では、2回戦で当年度から現役復帰したマルチナ・ヒンギスを 6-2, 6-4 で破る勝利を挙げ、3回戦でもエストニアのカイア・カネピに勝ち、7度目の挑戦で初めて4大大会3回戦の壁を破った。初進出の4回戦ではディナラ・サフィナに 0-6, 5-7 で敗退している。
ビルジニ・ラザノの2007年度の4大大会成績は、全豪オープンと全米オープンの2回戦止まりであったが、9月末に中国・広州市で行われた大会でついに女子ツアー大会シングルス初優勝を達成した。彼女にとっては、プロ入り8年目の遅い快挙であった。翌週のジャパン・オープンで来日したビルジニ・ラザノは、決勝で第1シードのビーナス・ウィリアムズを 4-6, 7-6, 6-4 の逆転で破り、2週連続優勝を果たした。
2008年、彼女は北京五輪でオリンピックのフランス代表選手に選ばれた。初出場のオリンピックでは、シングルスは2回戦でエストニア代表のカイア・カネピに敗れ、アリーゼ・コルネと組んだダブルスは1回戦敗退に終わった。
2009年の全仏オープンにおいて、ラザノは地元開催の4大大会で初の4回戦進出を決める。地元フランス人の女子シード選手だったアメリ・モレスモ、マリオン・バルトリ、アリーゼ・コルネが次々と早期敗退してゆく中で、ラザノとアラバン・レザイの2人が4回戦まで勝ち残った。ラザノは4回戦でサマンサ・ストーサーに 1-6, 2-6 で完敗したが、この大会で2006年全米オープン以来のベスト16入りを果たした。それからウィンブルドンでも4回戦に進み、フランチェスカ・スキアボーネに 2-6, 6-7 で敗れた。9月に自己最高の世界ランキング16位を記録している。
2011年5月16日にラザノの元コーチで婚約者のステファン・ヴィダルが、脳腫瘍のため32歳で死去した。直後の全仏オープンには悲しみを堪えて出場したが、1回戦でヤルミラ・ガイドソバに 3-6, 1-6 で敗退した。
2012年全仏オープンでは1回戦でセリーナ・ウィリアムズを 4-6, 7-6, 6-3 で破る殊勲を挙げた。セリーナが4大大会の1回戦で敗退したのは初めてであった。2回戦でアランツァ・ルスに 3-6, 6-7 で敗退した。
ラザノは2018年6月のモンペリエのサーキット大会に出場したのが最後になり35歳で現役を引退した。

## WTAツアー決勝進出結果

### シングルス: 6回 (2勝4敗)
| 大会グレード          | 大会グレード                 |
| 2008年以前            | 2009年以後                   |
| --------------------- | ---------------------------- |
| グランドスラム (0–0)  |                              |
| WTAファイナルズ (0–0) |                              |
| ティア I (0–0)        | プレミア・マンダトリー (0-0) |
| ティア I (0–0)        | プレミア5 (0-1)              |
| ティア II (0–0)       | プレミア (0–1)               |
| ティア III (2–0)      | インターナショナル (0–0)     |
| ティア IV ＆ V (0–2)  | インターナショナル (0–0)     |

| 結果   | No. | 決勝日         | 大会             | サーフェス | 対戦相手                     | スコア           |
| ------ | --- | -------------- | ---------------- | ---------- | ---------------------------- | ---------------- |
| 準優勝 | 1.  | 2004年10月17日 | タシケント       | ハード     | ニコル・バイディソバ         | 7–5, 3–6, 2–6    |
| 準優勝 | 2.  | 2007年8月25日  | フォレストヒルズ | ハード     | ヒセラ・ドゥルコ             | 2–6, 2–6         |
| 優勝   | 1.  | 2007年9月30日  | 広州             | ハード     | ツィポラ・オブジラー         | 6–0, 6–3         |
| 優勝   | 2.  | 2007年10月6日  | 東京             | ハード     | ビーナス・ウィリアムズ       | 4–6, 7–6(7), 6–4 |
| 準優勝 | 3.  | 2009年2月21日  | ドバイ           | ハード     | ビーナス・ウィリアムズ       | 4–6, 2–6         |
| 準優勝 | 4.  | 2009年6月20日  | イーストボーン   | 芝         | キャロライン・ウォズニアッキ | 6–7(5), 5–7      |

### ダブルス: 1回 (1勝0敗)
| 結果 | No. | 決勝日        | 大会 | サーフェス        | パートナー   | 対戦相手                            | スコア   |
| ---- | --- | ------------- | ---- | ----------------- | ------------ | ----------------------------------- | -------- |
| 優勝 | 1.  | 2001年1月11日 | パリ | カーペット (室内) | イバ・マヨリ | キンバリー・ポー ナタリー・トージア | 6–3, 7–5 |

## 4大大会シングルス成績
略語の説明
| W | F | SF | QF | #R | RR | Q# | LQ | A | Z# | PO | G | S | B | NMS | P | NH |

W=優勝, F=準優勝, SF=ベスト4, QF=ベスト8, #R=#回戦敗退, RR=ラウンドロビン敗退, Q#=予選#回戦敗退, LQ=予選敗退, A=大会不参加, Z#=デビスカップ/BJKカップ地域ゾーン, PO=デビスカップ/BJKカッププレーオフ, G=オリンピック金メダル, S=オリンピック銀メダル, B=オリンピック銅メダル, NMS=マスターズシリーズから降格, P=開催延期, NH=開催なし.
| 大会           | 1998 | 1999 | 2000 | 2001 | 2002 | 2003 | 2004 | 2005 | 2006 | 2007 | 2008 | 2009 | 2010 | 2011 | 2012 | 2013 | 2014 | 2015 | 2016 | 2017 | 通算成績 |
| -------------- | ---- | ---- | ---- | ---- | ---- | ---- | ---- | ---- | ---- | ---- | ---- | ---- | ---- | ---- | ---- | ---- | ---- | ---- | ---- | ---- | -------- |
| 全豪オープン   | A    | A    | 1R   | 3R   | 1R   | 2R   | A    | 1R   | 3R   | 2R   | 3R   | 3R   | 1R   | 2R   | 1R   | LQ   | 2R   | LQ   | LQ   | LQ   | 12–13    |
| 全仏オープン   | LQ   | 1R   | 3R   | 3R   | 2R   | 1R   | 2R   | 3R   | 1R   | 1R   | 1R   | 4R   | 1R   | 1R   | 2R   | 3R   | 1R   | 2R   | 2R   | LQ   | 15–18    |
| ウィンブルドン | A    | A    | A    | 1R   | 2R   | 2R   | 3R   | 2R   | 1R   | 1R   | 1R   | 4R   | A    | 2R   | 1R   | 1R   | 1R   | A    | LQ   | A    | 11–13    |
| 全米オープン   | A    | A    | LQ   | 2R   | 2R   | 2R   | 1R   | 2R   | 4R   | 2R   | 1R   | 1R   | 3R   | 1R   | 1R   | 1R   | 1R   | LQ   | 1R   | A    | 10–15    |

※: 2000年全仏オープン2回戦と2009年ウィンブルドン3回戦の不戦勝は通算成績に含まない